# Lautaro de León
Lautaro de León Billar (Montevideo, Uruguay, 9 de febrero de 2001) es un futbolista uruguayo. Juega como delantero y su equipo actual es el Fútbol Club Andorra de la Primera Federación.

## Trayectoria
Nacido en la capital uruguaya, Lautaro empezó su carrera futbolística en las categorías inferiores del Portonovo SD. En la temporada 17/18, llega a la cantera del Celta de Vigo, logrando ser oficialmente jugador del Celta de Vigo "B" en la temporada 19/20. Debutó con el filial céltico el 24 de marzo de 2019, en una derrota fuera de casa contra la Cultural y Deportiva Leonesa por 3 a 1, en la que entró como sustituto de Víctor Pastrana en el minuto 78.
El 15 de diciembre de 2020, Lautaro consigue debutar con el primer equipo, entrando como sustituto de Nolito en el minuto 77, en un encuentro que terminaría con victoria celtista por 4 a 0 frente al Cádiz CF.
El 15 de julio de 2023, firma por el F. C. Cartagena de la Segunda División de España, cedido por el Real Club Celta de Vigo.
El 31 de enero de 2024, rompe su contrato de cesión con el FC Cartagena con el que disputa 11 partidos y firma por el Club Deportivo Mirandés de la Segunda División de España, cedido por el Real Club Celta de Vigo hasta el final de la temporada.

## Clubes
| Club                             | País    | Año             |
| -------------------------------- | ------- | --------------- |
| Real Club Celta de Vigo "B"      | España  | 2019-2023       |
| Real Club Celta de Vigo          | España  | 2023-actualidad |
| FC Cartagena (cedido)            | España  | 2023            |
| Club Deportivo Mirandés (cedido) | España  | 2024            |
| F.C. Andorra                     | Andorra | 2024-2025       |